# Mouloud Aounit
Mouloud Aounit, né le 23 février 1953 à Timezrit (Algérie française) et mort le 10 août 2012 à Paris, est un militant antiraciste, ancien président du MRAP.

## Biographie
Né en Algérie en 1953, Mouloud Aounit arrive en France métropolitaine très jeune, à Aubervilliers, alors département de la Seine, devenu Seine-Saint-Denis. Il obtient en 1974 son baccalauréat au lycée Henri-Wallon d'Aubervilliers. 
En 1976, il obtient un DEUG de sciences économiques à l'Université Paris-XIII. L'année suivante, il adhère pour la première fois au Mouvement contre le racisme et pour l'amitié entre les peuples (MRAP). En 1979, à l'occasion de sa maîtrise de sciences économiques, il rédige un mémoire  sur  Le coût économique de l'immigration et développe en parallèle le comité local d'Aubervilliers du MRAP. En 1980, il prépare un DEA en économie des ressources humaines à l'Université Paris 1 et prend pour sujet de mémoire « L'économie de la musique ».
En 1981, il entre au bureau national, l'organe décisionnel du MRAP, puis l'année suivante au secrétariat national, son organe exécutif.
En 1983, Mouloud Aounit participe activement à la marche pour l'égalité et contre le racisme, dite « Marche des beurs », qu'il cite comme le début de son véritable engagement politique. La même année, il devient président de la fédération de Seine-Saint-Denis du MRAP.
En 1989, il succède à Albert Lévy au poste de secrétaire général du MRAP et en devient le porte-parole.
Il est nommé membre du Conseil national pour l'intégration des populations immigrées en 1993.
En 1996, il devient directeur général de l'Association pour l'insertion sociale et professionnelle des jeunes et adultes d'Aubervilliers (AISPJA), qui s'occupe des 16-25 ans.
En 2003, il est victime d'une agression à Saint-Mandé, selon lui de la part de militants de la Ligue de défense juive.
En 2004, il est élu au conseil régional d'Île-de-France, en tant que tête de liste en Seine-Saint-Denis de la liste de rassemblement menée par le Parti communiste français. Jean-Paul Huchon lui refuse cependant la vice-présidence, bien qu'il soit proposé par son groupe, arguant : « M. Aounit a tenu par le passé des propos contestables sur Tariq Ramadan »,.
Il est nommé au comité consultatif de la Halde en 2005, et son mandat de trois ans est renouvelé en 2008.
En 2006, il envisage des poursuites contre un professeur de philosophie, Robert Redeker, alors menacé de mort à la suite de la publication d'un article qualifié de « tribune très violente consacrée à l'islam » par Le Monde. En réaction à cet article, Robert Redeker avait reçu des menaces de mort : plusieurs intellectuels français lui avaient alors apporté leur soutien au nom de la liberté d'expression. Le MRAP et Mouloud Aounit, tout en condamnant les intimidations dont il était victime, ont critiqué les propos de Robert Redeker expliquant qu'ils renforçaient les amalgames du type « musulman-fanatique-violent-terroriste ».
En 2007, il décide de soutenir la candidature de Marie-George Buffet à l'élection présidentielle en lui adressant une lettre ouverte.
Battu lors du vote d'investiture du candidat communiste dans la 3e circonscription législative de la Seine-Saint-Denis, Mouloud Aounit annonce sa volonté de se porter quand même candidat « au nom de la diversité » et pour représenter selon lui le « candidat des populations issues de l'immigration ». Il ne recueille finalement qu'un peu plus de 3 % des voix.
Estimant que Mouloud Aounit utilise une « rhétorique communautariste et ethniciste », des membres du conseil d'administration du MRAP lui demandent dans une pétition de se retirer de la présidence du MRAP. Ces membres estiment que le message du MRAP est altéré « régulièrement et de plus en plus gravement par les déclarations d'un président devenu électron libre » ; l'un d'entre eux, Gérard Kerforn, ajoute : « Nous craignons que le MRAP ne s'égare sur une voie qui n'est pas la nôtre, celle de la défense d'une religion ».
De 2008 à 2011, il est l'un des quatre membres du collège de la présidence du MRAP et, au congrès de janvier 2011, est nommé président d'honneur sans mandat de représentation du mouvement pendant que la responsabilité du MRAP et la fonction de porte-parole sont assurées par un collège de quatre coprésidents dont il ne fait plus partie.
Atteint d'une tumeur cérébrale, il meurt le 10 août 2012 dans le 13e arrondissement de Paris. Sa mort suscite de nombreuses réactions dans le monde politique,,. Il est inhumé a Aubervilliers.

## Vie privée
Marié avec Annie, Mouloud Aounit était père de deux enfants : Manon et Aurélien.

### Distinctions
Il est nommé chevalier de l'ordre national du Mérite en 2000, puis chevalier de la Légion d'honneur en 2003.

## Publications
- Coûts et blessures, éditions Iconovox, 1979
- Lucien Bitterlin (dir.), L'antiracisme dans tous ses débats (sous la direction de Lucien Bitterlin), éditions du Seuil, 1998
- Préface du livre d'Ariane Lantz, L'administration face aux étrangers : les mailles du filet, éditions Forum de l'IFRA – L'Harmattan, 1998
- Le grand livre contre le racisme, éditions Rue du Monde, 1999
- Chronique d'un combat inachevé, éditions Le temps des cerises, 1999
- Préface d'un recueil de 30 nouvelles pour les droits de l'Homme : Écrivains sans papiers, éditions Bérénice, 2001
- Lettre à mes compagnons de route qui s'interrogent, dans L'Humanité, 8 janvier 2007 [lire en ligne]